# Siegfried Fischer
Siegfried Fischer (ur. 4 czerwca 1891 we Wrocławiu, zm. 30 czerwca 1966 w San Francisco) – niemiecko-amerykański lekarz psychiatra, profesor nadzwyczajny psychiatrii na Uniwersytecie we Wrocławiu.

## Życiorys
Syn Henry′ego Hirschela i Reginy (Rosalii) z domu Bannas, był pochodzenia żydowskiego. Studiował medycynę we Wrocławiu, Monachium i Fryburgu, studia uzupełniał w Monachium i Dreźnie. W 1917 roku otrzymał tytuł doktora medycyny na podstawie rozprawy Über Tetaniepsychosen. Następnie był asystentem, a potem docentem psychiatrii i neurologii na Uniwersytecie we Wrocławiu. W 1924 roku habilitował się, w 1929 roku otrzymał tytuł profesora nadzwyczajnego. W lutym 1934 roku zmuszony został do przejścia na wcześniejszą emeryturę (na podstawie art. 4 Ustawy o odnowieniu stanu urzędniczego (Berufsbeamtengesetz), odsuwającej Żydów od stanowisk w służbie cywilnej. W 1935 roku emigrował do Panamy, do 1937 roku organizował szpital psychiatryczny w Panamie i pomagał w organizacji wydziałów humanistycznego i przyrodniczego na Uniwersytecie Panamskim. Od 1937 związany z New York University i Bellevue Hospital, potem został dyrektorem medycznym szpitala stanowego w Blackfoot (Idaho). Od 1939 wykładał na University of California.

## Wybrane prace
- Über Tetaniepsychosen. Inaug.-Diss. Breslau, 1917
- Gasstoffwechselveränderungen bei Schizophrenen. I. Mitteilung Differentialdiagnostische Bedeutung[4], 1927
- The Influence of Indian and Negro Blood on the Manic-Depressive Psychosis. Journal of Nervous & Mental Disease 97 (4), s. 409–420, 1943
- Principles of General Psychopathology. New York: Philosophical Library, 1950